# Selva Central
Selva Central (”Centrala regnskogen”) är ett subtropiskt område beläget i centrala Peru. Det upptar 10% av det peruanska territoriet och är fördelat mellan departementen Junín, Pasco, Huánuco och Ucayali och den södra delen av Loreto (Contamana) och de norra delarna av Huancavelica och Cusco.

## Geografi
Selva central är belägen på en altitud mellan 700 och 2000 m ö.h., och gränsar i väster till Suni, i norr med Rupa-Rupa,, i söder till Yunga fluvial och i öster till Selva baja och i sydost till Selva alta. Selva central har en sval regnskog med stora floder som Enefloden, Perenéfloden och Mantarofloden till skillnad från Amazonas regnskogar.

## Skyddade områden
I Selva central finns flera naturskyddsområden, av vilka Santuario nacional Pampa Hermosa och Yanachaga–Chemillén nationalpark är de viktigaste.